# Paul Amstutz
Paul Amstutz (* 25. November 1887 in Thun; † 22. November 1963 in Bern) war ein Schweizer Staatsbeamter.

## Leben
Paul Amstutz war der Sohn des Likör-Fabrikanten Gottfried Amstutz und dessen Ehefrau Susanna (* 24. Februar 1849), Tochter von Johannes Schiffmann (1810–1865). Nach dem Besuch des Gymnasiums in Basel immatrikulierte sich Amstutz an der Universität Basel zu einem Studium der Pädagogik und Nationalökonomie, dass er später an der Universität Bern fortsetzte. Von 1908 bis 1910 war er als Hauslehrer in Italien tätig und begann darauf eine vierjährige Handelslehrerausbildung. 1916 trat er in die Kriegssteuerverwaltung ein und wurde 1918 Chef der neu geschaffenen Sektion Stempelabgaben.
Er war seit 1919 mit Selina (geb. Haury) verheiratet.

## Wirken
1923 instruierte und richtete er die liechtensteinische Steuerverwaltung im Auftrag der fürstlichen Regierung ein. 1928 wurde er zum Vizedirektor der Eidgenössischen Steuerverwaltung (ESTV) ernannt, bevor er durch die Wahl des Bundesrats von 1939 bis zu seiner Pensionierung im November 1952 deren Direktor wurde. Unter seiner Leitung wuchs die ESTV um das Sechsfache von 87 Angestellten (1939) auf 537 (1949).
Während des Ersten und des Zweiten Weltkriegs, sowie in den Krisenjahren, war Amstutz in leitender Stellung an der Vorbereitung und am Vollzug der entsprechenden Bundessteuergesetze beteiligt. Er war auch verantwortlich für die Konzeption neuer Steuern, unter anderem während des Krieges der Wehropfer-, Wehr-, Kriegsgewinn- sowie der Verrechnungs-, Warenumsatz-, Luxus- und Ausgleichssteuer. Nachdem er 1952 in den Ruhestand gegangen war, wurde er 1953 Experte des Eidgenössischen Finanzdepartements und war 1958 im Rahmen der technischen Hilfe der UNO in Syrien als Steuerexperte tätig.
Er betätigte sich auch publizistisch und veröffentlichte verschiedene Kommentare und Aufsätze, dazu hielt er öffentliche Vorträge. So gab er etwa gemeinsam mit seinem späteren Nachfolger Ernst Wyss (1893–1955) einen Kommentar zum eidgenössischen Stempelsteuerrecht heraus.

## Schriften (Auswahl)
- Zehn Jahre eidgenössischer Stempelabgaben. Bern: Stämpfli & Cie, 1927.
- Paul Amstutz; Ernst Wyss: Die Neuerungen im eidgenössischen Stempelsteuerrecht. Zürich Orell Füssli 1928.
- Paul Amstutz; Ernst Wyss: Das eidgenössische Stempelsteuerrecht. Zürich; Leipzig: Orell Füssli, 1930.